# Bahnstrecke Walldürn–Hardheim
| |                                          |                      |                      |
| Streckennummer (DB): | 4125                                     |                      |                      |
| Kursbuchstrecke (DB): | 321k (1946) 321h (1954) zu 709 (1998/99) |                      |                      |
| Streckenlänge: | 9,7 km                                   |                      |                      |
| Spurweite: | 1435 mm (Normalspur)                     |                      |                      |
| Maximale Neigung: | 22 ‰                                     |                      |                      |
| Minimaler Radius: | 240 m                                    |                      |                      |
| Streckengeschwindigkeit: | 60 km/h                                  |                      |                      |
| |                                          |                      |                      |
| \| \| \| von Seckach \| \| \| \| 0,0 \| Walldürn \| 409 m \| \| \| \| nach Miltenberg West \| \| \| \| 5,4 \| Höpfingen \| 361 m \| \| \| 9,7 \| Hardheim \| 277 m \| |                                          |                      |                      |
| Strecke |                                          | von Seckach          | von Seckach          |
| Bahnhof | 0,0                                      | Walldürn             | 409 m                |
| Abzweig ehemals geradeaus und nach links |                                          | nach Miltenberg West | nach Miltenberg West |
| Bahnhof (Strecke außer Betrieb) | 5,4                                      | Höpfingen            | 361 m                |
| Kopfbahnhof Streckenende (Strecke außer Betrieb) | 9,7                                      | Hardheim             | 277 m                |

Die Bahnstrecke Walldürn–Hardheim war eine 9,7 km lange eingleisige Nebenbahn, die als Stichbahn in Walldürn von der Bahnstrecke Seckach–Miltenberg („Madonnenlandbahn“) abzweigte und in östlicher Richtung bis Hardheim führte. Der Betrieb wurde am 23. Dezember 1911 aufgenommen. Der Personenverkehr endete zum 23. Mai 1954 und wurde an Wochenenden im Mai 1998 wieder aufgenommen, bevor die Strecke zum 31. Oktober 1999 gesamtstillgelegt wurde.

## Verlauf
Die Strecke verließ den Bahnhof Walldürn in nördliche Richtung. Über den einzigen Unterwegsbahnhof Höpfingen verlief die Bahn durch das Madonnenländchen. Beide Endpunkte der Strecke waren Bundeswehrstandorte, die so auch für Schwertransporte erschlossen wurden.
Passiert wurde vor Höpfingen der südlichste Zipfel des „Großen Walds“. Über Teile wurde die Strecke über hohe Dämme geführt, die heute noch von der ehemaligen Strecke zeugen.

## Geschichte

### Vorgeschichte, Planung und Bau
Bei den Planungen der Odenwaldbahn Heidelberg–Würzburg verliefen zwei der sechs detailliert untersuchten Streckenvarianten über Walldürn und Tauberbischofsheim. Aufgrund des hohen erwarteten Bauaufwands kam jedoch keine der beiden Varianten zum Zuge, stattdessen fiel die Wahl zu Gunsten einer weiter südlich gelegenen Führung über das Kirnau- und das Umpfer-Tal aus.
1876 reichten die Anliegergemeinden zum ersten Mal eine Petition zum Bau einer Verbindung Walldürn–Hardheim–Tauberbischofsheim ein. Spätere Vorschläge beinhalteten zusätzlich eine verlängerte Streckenführung Eberbach – Mudau – Walldürn oder Buchen – Tauberbischofsheim als nördliche Konkurrenzstrecke zur Odenwaldbahn. Das Badische Finanzministerium erwiderte diese Wünsche 1882 mit dem Hinweis, dass entweder eine Strecke Seckach–Amorbach oder Eberbach–Tauberbischofsheim realisiert werden könne, woraufhin Walldürn seine Unterstützung zurückzog, da dort die Interessen an einem Anschluss ins bayerische Miltenberg überwogen.
1884 petitionierten die Anliegergemeinden erneut aber wiederum ohne Erfolg für den Bau einer Bahnstrecke Walldürn–Tauberbischofsheim über Hardheim und schlugen vor, dafür den geplanten Anschluss von Walldürn an Miltenberg zu opfern.
Elf Jahre später, also 1895, nahm ein „Eisenbahnausschuss“ aus Tauberbischofsheim erneut einen Anlauf zur Bewilligung der gewünschten Eisenbahnverbindung, der im Gegensatz zu zwei konkurrierenden Petitionen aus dem gleichen Jahr für Strecken über Pülfringen und Gissigheim beziehungsweise über Külsheim nach Bronnbach in der Badischen Ständeversammlung Gehör fand. Im Rahmen der Petition boten die Anliegergemeinden an, das benötigte Gelände unentgeltlich bereitzustellen und ergänzten die Bitte dahingehend, dass für den Fall, dass die Gesamtstrecke Walldürn–Tauberbischofsheim für nicht bauwürdig erachtet werden würde, die Strecke zumindest bis Hardheim erbaut werden solle.

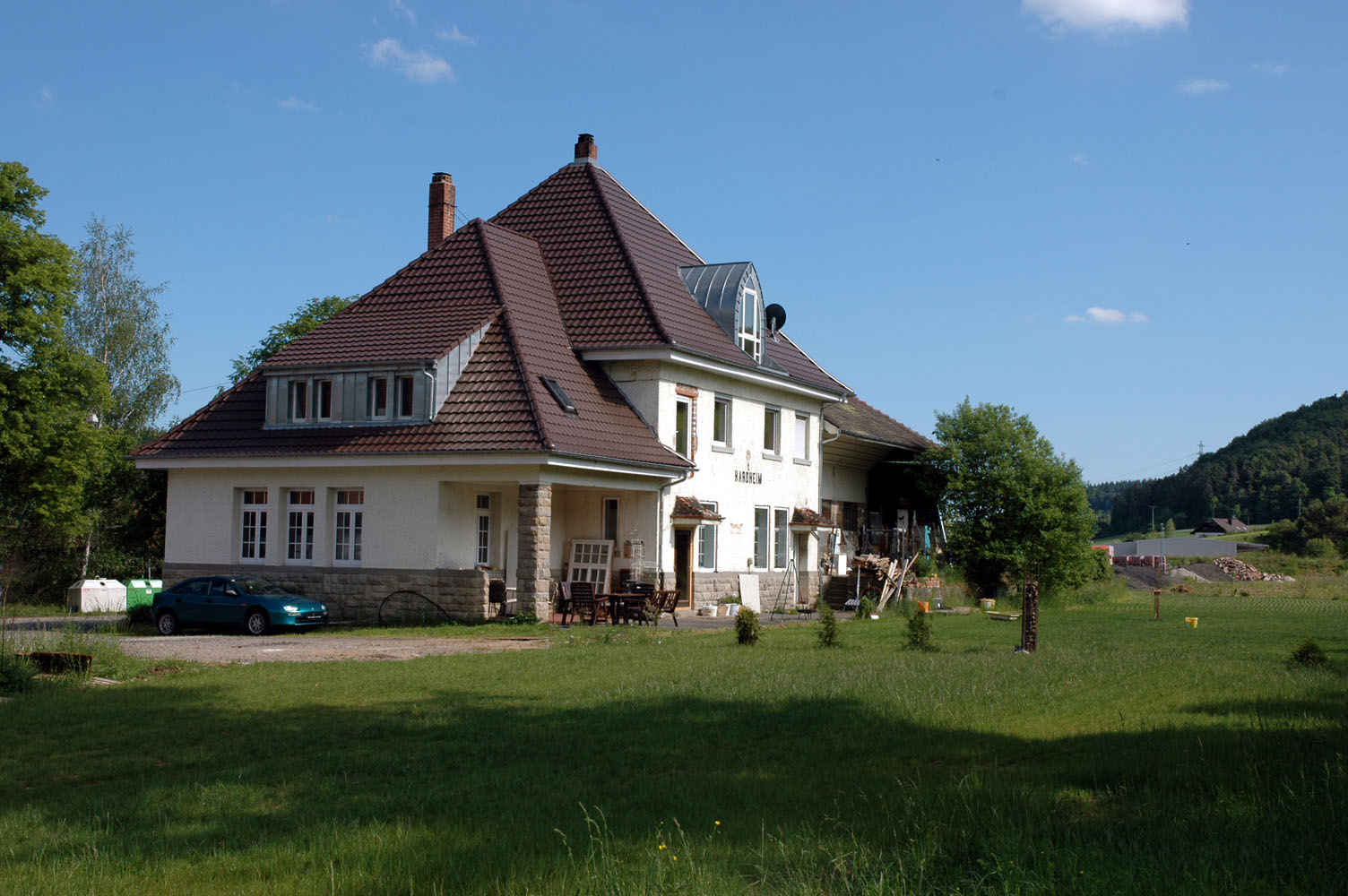
Gleisseite des ehemaligen Empfangsgebäudes in Hardheim (Mai 2007)

Um eine Entscheidung zu beschleunigen, wandte sich Hardheim an das private Bahnunternehmen Lenz & Co. Dieses, vertreten durch die Westdeutsche Eisenbahn-Gesellschaft (WeEG) und die Badischen Lokal-Eisenbahnen (BLEAG), konnte für das Projekt gewonnen werden, und am 6. März 1900 legte die Badische Regierung den Gesetzentwurf zum Bau der Eisenbahnstrecke Walldürn–Hardheim als Privatbahn vor, welcher am 25. Mai 1900 durch die Kammern des Badischen Landtags gebilligt wurde. Das Gesetz enthielt die Auflage, dass die Strecke bis Ende 1906 fertigzustellen sei. Die BLEAG erhielt am 12. Oktober 1901 die Konzession für den Bau und den Betrieb der Strecke Walldürn–Hardheim.
Nach erfolgreichen weiteren Petitionen des Eisenbahnausschusses analysierten die Badischen Staatseisenbahnen in Auftrag der Regierung die Bauwürdigkeit der nach wie vor gewünschten Verlängerung bis Tauberbischofsheim oder Bronnbach. Das am 13. Dezember 1903 vorgelegte Gutachten bescheinigte beiden Trassenvarianten aufgrund der ungünstigen Neigungsverhältnisse, die auch einen überregionalen Durchgangsverkehr aussichtslos erscheinen ließen, hohe zu erwartende Defizite. Daher lehnte die Badische Regierung den Bau einer Verlängerung sowohl als Staats- wie als Privatbahn ab.
Erschien der Bau des Abschnitts Walldürn–Hardheim durch die Konzessionsvergabe zunächst als gesichert, kamen die Arbeiten nicht in Gang, da sich die BLEAG zwischenzeitlich durch andere Projekte übernommen hatte. In Folge petitionierten Höpfingen und Hardheim 1903 für den Bau der Strecke als Staatsbahn, dieser Initiative stimmte die Regierung am 27. Februar 1906 zu, nachdem der Bau immer noch ruhte. Da sich die durch die BLEAG veranschlagten Kosten beim Bau der Krebsbachtalbahn (Strecke Neckarbischofsheim–Hüffenhardt) bereits als überteuert herausstellt hatten, um einen höheren Staatszuschuss zu erhalten, wurde den veranschlagten Baukosten auch dieses Mal kein Glauben geschenkt und so mussten diese zunächst neu kalkuliert werden.
Am 27. Juli 1906 wurde schließlich zum zweiten Mal ein Gesetz zum Bau der Strecke Walldürn–Hardheim erlassen, dieses Mal jedoch als Staatsbahn. Mit dem Bau konnte im Oktober 1906 begonnen werden. Die große Zahl erforderlicher Kunstbauten, insbesondere Dämme, Streitigkeiten mit einem beauftragten Bauunternehmer und schließlich Dammrutsche führten dazu, dass sich der Bau bis Ende 1911 hinzog, so dass die Strecke am 23. Dezember 1911 eröffnet werden konnte. Nach Aufnahme des Betriebs kam es oft zu Senkungen und Dammrutschen, so dass bis 1918 immer wieder Nacharbeiten erforderlich waren.
Der geplante Anschluss der Bahnstrecke Tauberbischofsheim–Königheim nach Hardheim konnte nie fertiggestellt werden.

### Zweiter Weltkrieg

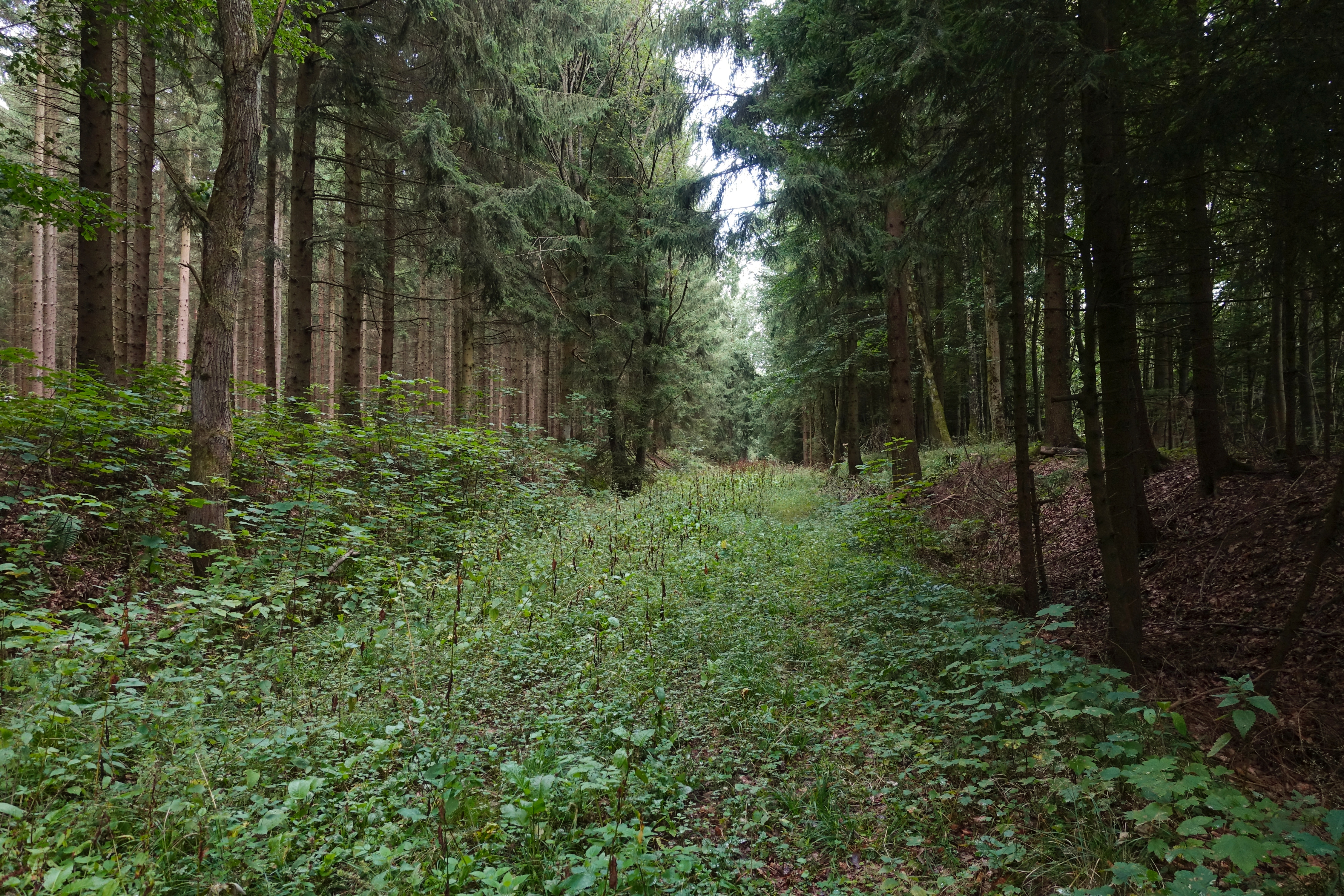
Noch erkennbare Trasse zum ehemaligen Fliegerhorst Dornberg, kurz hinter dem Gleisanschluss

Während der NS-Zeit befand sich von 1937 bis 1945 der Fliegerhorst Dornberg auf der Markung von Höpfingen. Er besaß einen Gleisanschluss zur Strecke Walldürn–Hardheim.

### Niedergang
Ohne dass die erforderliche Genehmigung des Bundesverkehrsministeriums vorlag, stellte die Deutsche Bundesbahn am 23. Mai 1954 den Personenverkehr zwischen Walldürn und Hardheim ein, eine nachträgliche Genehmigung wurde zum 10. Mai 1955 erteilt. Durch das Bundeswehr-Depot in Hardheim kam der Strecke weiterhin eine hohe strategische Bedeutung zu, so dass es weiter regelmäßigen Güterverkehr gab. Als letzter Güterkunde blieb bis zum Schluss nur die Hardheimer Firma Eirich der Bahn treu. Diese bekam über einen eigenen Gleisanschluss mehrmals pro Woche Halbzeuge aus Stahl angeliefert.
1986 plante das Land, die Bahn durch die landeseigene Südwestdeutsche Eisenbahnen AG (SWEG) zu übernehmen, was aber nicht realisiert wurde. Am 12. Januar 1998 gab die Deutsche Bahn ihre Güterverkehrsstelle Hardheim auf. Damit endete zunächst der reguläre Verkehr auf der Strecke. Im Fahrplan 1998/1999 kam es zu einer Wiederbelebung des Personenverkehrs: Da das Land Bayern an Wochenenden ÖPNV-Leistungen auf der Madonnenlandbahn abbestellte, fuhren die Züge zur Ausnutzung der entstandenen Ruhezeiten zwischen Walldürn und Hardheim, ohne dass dieses Angebot Zuspruch fand.
Nachdem die Strecke ungenutzt war, kein langfristiges Konzept vorlag und die Region kein Interesse an einem Weiterbetrieb zeigte, legte sie die Deutsche Bahn zum 31. Oktober 1999 still. Ein Konzept des Landes für eine Reaktivierung durch die RP-Eisenbahn, das die Verlagerung des Schülerverkehrs Hardheim–Buchen auf die Schiene vorsah, scheiterte an der Weigerung des Neckar-Odenwald-Kreises, die benötigten 50.000 DM pro Jahr zur Strecken-Instandhaltung zuzuschießen. Im September 2004 wurden die Gleise zwischen Walldürn und Hardheim zurückgebaut.

## Betrieb

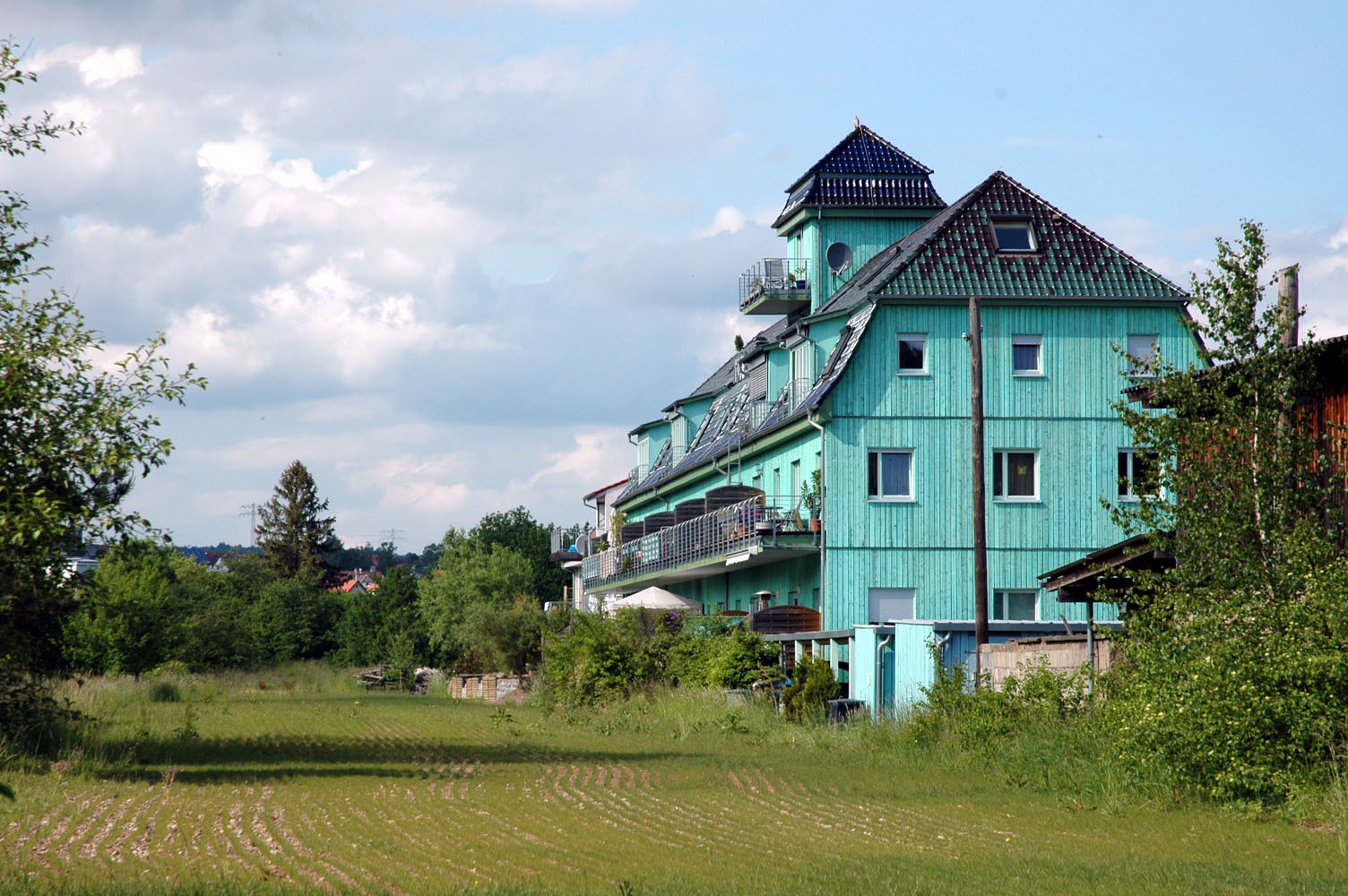
Speicher am Bahnhof Hardheim, Zustand Mai 2007

### Personenverkehr
Im Personenverkehr wurden stets nur Züge angeboten, die zwischen Walldürn und Hardheim pendelten. 1953 verkehrten werktags acht Zugpaare. Die Personenzüge wurden bis in die Mitte der 1930er Jahre von Laudaer Tenderlokomotiven des badischen Typs VI b, danach von Neckarelzer Loks des gleichen Typs bespannt. Den letzten Personenzug der DB zog 1955 eine Lok der Baureihe 945–17.
Den Pendelverkehr im Fahrplan 1998/1999 bedienten Triebwagen der Baureihe 628.

### Güterverkehr
In den letzten Betriebsjahren bediente eine Rangierlok der Baureihe 365 die Strecke Walldürn–Hardheim gemeinsam mit der Bahnstrecke Neckarelz–Osterburken und der Madonnenlandbahn bei Bedarf von Neckarelz aus, zuvor wurde der Güterverkehr mit Diesellokomotiven der Baureihen 211 oder 212 bedient. In den 1950er Jahren kamen Dampflokomotiven der Baureihen 744–13, 94.5–17 und 50 zum Einsatz.